# Peponocranium
Peponocranium és un gènere d'aranyes araneomorfes de la subfamília Erigoninae, dins de la família Linyphiidae. Es pot trobar a la zona paleàrtica.
Fou descrit per primera vegada per  Eugène Louis Simon l'any 1884.

## Llista d'espècies
Segons The World Spider Catalog 12.0:
- Peponocranium dubium Wunderlich, 1995
- Peponocranium ludicrum (O. Pickard-Cambridge, 1861) (Espècie tipus)
- Peponocranium orbiculatum (O. Pickard-Cambridge, 1882)
- Peponocranium praeceps Miller, 1943
- Peponocranium simile Tullgren, 1955